# Euaresta festiva
Euaresta festiva är en tvåvingeart som först beskrevs av Friedrich Hermann Loew 1862.  Euaresta festiva ingår i släktet Euaresta och familjen borrflugor. Inga underarter finns listade i Catalogue of Life.